# Женщины в Нью-Йорке
«Женщины в Нью-Йорке» (нем. Frauen in New York) — телефильм режиссёра Райнера Вернера Фасбиндера, вышедший на экраны в 1977 году. Экранизация пьесы американского драматурга и политика Клэр Бут Люс «Женщины» (англ. Women, 1936).

## Сюжет
Лента рассказывает о группе женщин, принадлежащих к высшему нью-йоркскому обществу, их взаимоотношениям между собой, их попытках сохранить семьи. Мэри Хейнс счастлива в браке, что вызывает зависть «подруг». Одна из них, Сильвия, случайно узнаёт, что муж Мэри завёл роман с простушкой Кристал Аллен. Мать советует Мэри жить как ни в чём не бывало и ни в коем случае не слушать советов подруг, иначе семья может распасться. Однако этот план проваливается, между Мэри и Кристал происходит публичная сцена, после чего развод становится делом времени...

## В ролях
- Криста Берндль — Мэри Хейнс
- Маргит Карстенсен — Сильвия Фаулер
- Анне-Мари Кустер — Пегги Дей
- Эва Маттес — Эдит Поттер
- Барбара Зукова — Кристал Аллен
- Ангела Шмид — Нэнси Блейк / княгиня Тамара / мисс Тиммербэк
- Хильда Грюбль — Джейн / тренер / отчаянная девушка
- Эми Бессель — миссис Уогстафф / кухарка Ингрид / мисс Уоттс
- Ирм Херман — маникюрщица Ольга / Мириам
- Андреа Гросске — экономка мисс Фордайс / уборщица Лука / кухарка Мэгги
- Гизела Улен — миссис Морхед / графиня де Лаж